# Aventure malgache
Aventure malgache is een korte, Franstalige, Britse propagandafilm uit 1944, geregisseerd door Alfred Hitchcock in opdracht van het Britse Ministerie van  Informatie. Het was een van twee films die Hitchcock voor dit doel maakte. De andere was Bon Voyage.

## Verhaal
Een groep acteurs maakt zich in de kleedkamer van een theater klaar voor een optreden. Een acteur wendt zich tot een collega en vertelt hem dat hij hem sterk doet denken aan een kennis uit de tijd dat hij bij de Malagassische tak van het Frans verzet zat. Vervolgens blikt hij terug op die periode, waarin hij een illegaal radiostation runde en uit handen van de nazi’s moest zien te blijven.

## Rolverdeling
| Acteur          | Personage                           |
| --------------- | ----------------------------------- |
| Paul Bonifas    | Michel                              |
| Paul Clarus     | Paul Clarus                         |
| Jean Dattas     | Man achter Michel, met een telegram |
| Andre Frere     | Pierre                              |
| Guy Le Feuvre   | Generaal                            |
| Paulette Preney | Yvonne                              |

## Achtergrond
Alle acteurs uit de film waren lid van de Molière Players; een toneelgezelschap van in Engeland wonende Franse vluchtelingen. Het verhaal is deels gebaseerd op de belevenissen van Clarouse, een van de leden van de Molière Players.